# Ванбисбрук, Джон
Джон Ванбисбрук (англ. John Vanbiesbrouck; 4 сентября 1963, Детройт, Мичиган) — американский хоккеист, вратарь. В Национальной хоккейной лиге играл с 1981 года. Карьеру закончил в 2002 году, сыграв почти 900 матчей.
На драфте 1981 года был выбран в четвёртом раунде под общим 72-м номером командой «Нью-Йорк Рейнджерс».
Последние два сезона Ванбисбрук был дублёром Мартина Бродёра. В мае 2002 года принял решение завершить свою долгую карьеру. Приняв предложение руководства юниорской команды «Су-Сент-Мари Грейхаундз» (ОХЛ), он стал её главным тренером и генеральным менеджером. Однако проработал там только один сезон.
Всего за карьеру в НХЛ Ванбисбрук провёл 882 матча за «Рейнджерс», «Айлендерс», «Филадельфию», «Флориду» и «Нью-Джерси». Он одержал 374 победы при 119 ничьих и 346 поражениях, пропускал в среднем за матч 2,97 гола. По количеству побед за карьеру в НХЛ занимает второе место в истории среди американских вратарей, уступая только Райану Миллеру. В 1986 году в составе «Рейнджерс» завоевал приз лучшему вратарю НХЛ — «Везина Трофи».